# Санфилипов синдром
Санфилипов синдром или мукополисахаридоза тип III је болест из групе рецесивно наслеђених метаболичких поремећаја, разградње и депоновања киселих глукозаминогликана у лизозомима, познатих и под називом мукополисахаридозе (МПС). Група ових болести узрокована је недостатком лизозомских ензима потребних за деградацију мукополисахарида или глукозаминогликана (ГАГ), због чега се мукополисахаридозе карактеришу таложењем мукополисахарида у организму и појавом патолошких промена у јетри, централном нервном систему и другим органима. До данас је познато једанаест различитих лизозомских ензимских аномалија, које узрокује 7 различитих и признатих фенотипова МПС. Сви типови мукополисахаридоза наслеђују се аутозомно рецесивно, осим Хантеровог синдрома, који је наслеђује рецесивно преко X хромозома.
Санфилипов синдром настаје као резултат недостатка или одсуства 4 различита ензима који су неопходни за деградирање глукозаминогликана (ГАГ) хепаран сулфата. Сваки од недостатака ензима дефинише другачији подтип Санфилиповог синдрома, па разликујемо: тип IIIА (Санфилипо А), тип IIIБ (Санфилипо Б), тип IIIЦ (Санфилипо Ц) и тип IIIД (Санфилипо Д). Z
Прогноза синдрома за болеснике је лоша. Ток је прогресиван, смрт настаје у спастичкој квадриплегији у другој деценији живота. Лечењеје за сада симптоматско. У следећој трудноћи мајкама које су родиле дете оболело од МПС III препоручје се пренатална дијагностика — ензимска анализа из култивисаних хорионских ресица постељице.
Ову мукополисахаридозу, која се сматра најчешћом од наведених генетских поремећаја, са инциденцом 1 случај на 70.000 новорођенчади, први је описао 1963. године на Годишњем састанку америчког педијатријског друштва, амерички педијатар Силвестер Санфилипе (по коме је и сидром добио назив).

## Историја
Године 1961. др Харис је први описао клиничке манифестације мукополисахаридозе код девојчице са хепатоспленомегалијом, нормалним изгледом скелета и излучивањем мокраћом великих количина хепаран сулфата.
Године 1962. и 1963. Санфилипо са сарадницима описао је посебан облик болести код осморо деце са знацима менталне ретардације и високим нивоом хепаран сулфата. Овај синдром мукополисахаридозе тип III, који је описао Санфилипо њему у част, сада носи његово име.
Године 1974. године, Аутио и сарадници користе термин „гарголе” да опишу карактеристични изглед лица детета са знацима аспартил-гликозаминурије.

## Епидемиологија
Учесталост на глобалном нивоу
Nelson Ј. је 1997. године пријавио учесталост Санфилиповог синдрома у Северној Ирској, која је износила 1 случај на 280.000 живорођених (0,36 случаја на 100.000 живорођених).
Poorthuis и сар, су 1999. године у Холандији, инциденцу за све поремећаје изазване муцополисахаридозом у Холандији која је износила 4,5 случајева на 100.000 живорођених. У оквиру ове инциденције, на мукополисахаридозу III односило се 47% свих случајева мукополисахаридоза, са преваленцом од 1,89 случаја на 100 000 живорођених. У овој студији, мукополисахаридоза IIIА је имала преваленцу у моменту рођења од 1,16 случајева на 100.000 новорођенчади.
Meikle PJ. и сарадници аутори 1999. године навели су преваленцију мукополисахаридозе IIIА од 1 у 114.000 живорођених и преваленцију мукополисахаридозе IIIБ као 1 у 211.000 живорођених. Мукополисахаридоза IIIС и мукополисахаридоза IIIД су се јављале знатно ређе са преваленцом, 1 у 1.407.000 рођених и 1 на 1.056.000 живорођених.
| Преваленца мукополисахаридозе III у 1999. по Meikle-у и сарадницима | Преваленца мукополисахаридозе III у 1999. по Meikle-у и сарадницима | Преваленца мукополисахаридозе III у 1999. по Meikle-у и сарадницима | Преваленца мукополисахаридозе III у 1999. по Meikle-у и сарадницима |
| Тип Санфилиповог синдрома                                           | Приближна инциденца                                                 | Проценат                                                            | Година почетка                                                      |
| ------------------------------------------------------------------- | ------------------------------------------------------------------- | ------------------------------------------------------------------- | ------------------------------------------------------------------- |
| A                                                                   | 1 у 100.000                                                         | 60%                                                                 | 1,5-4                                                               |
| B                                                                   | 1 у 200.000                                                         | 30%                                                                 | 1-4                                                                 |
| C                                                                   | 1 у 1.500,000                                                       | 4%                                                                  | 3-7                                                                 |
| D                                                                   | 1 у 1.000.000                                                       | 6%                                                                  | 2-6                                                                 |

У регистру који је саставила МПС Аустралија 2000. године, навела је инциденцу 1 случај на 66.000 живорођених за све подтипове Санфилиповог синдрома. У оквиру ове комбиноване статистике, инциденца пријављена за сваки подтип мукополисахаридозе III је била једнака преваленцији коју је 1999. године навела Meikle PJ.
Морталитет / Морбидитет
Санфилипов синдром карактерише погоршање и клиничка прогресије са неповољном прогнозом. Временом, пацијенти развијају дегенерацију ЦНС која напредује до стања вегетације.
Смрт се обично јавља пре 20 година, првенствено због кардиопулмонарне инсуфицијенције изазване опструкцијом дисајних путева и/или плућне инфекције.
Тип IIIА је најтежи подтип — у коме већина пацијената умре током тинејџерских година.
Раса
Мукополисахаридоза не показује расне разлике.
Пол
Сви подтипови мукополисахаридозе III су наследне аутозомно рецесивне болести у Менделовом облику. Генетске мутације се налазе у аутозомима, а не у полним хромозомима — стога, Санфилиппов синдром подједнако погађа мушкарце и жене.
Старост
Деца са Санфилиппо синдромом су рођена без клиничких карактеристика метаболичког поремећаја. У првим годинама живота јавља се агресивна понашања, са израженом хиперактивношћу и деструктивним тенденцијама. Соматске знаци, као што су: благи органомегалија, без замагљивања рожњаче и ортопедске абнормалности, могу бити присутни. Неуролошка дегенерација обично почиње код деце старије од 6 година (понекад чак и млађе). Смрт се најчешће не догађа до пубертета.

## Патогенеза
Клиничке карактеристике Санфилипоg синдрома, укључујући и значајне промене у ЦНС (мозгу и кичменој мождини), резултат су прогресивне лизозомске акумулације ГАГ - хепаран сулфата.
Како су четири ензима укључена у различите подтипове Санфилиповог синдрома, на доњој табели приказана су четири ензимске варијанте Санфилиповог синдрома, према типу ензима:
| Тип       | Ознака                      | Ензимски дефицит                               | Акумулирајући супстрат |
| --------- | --------------------------- | ---------------------------------------------- | ---------------------- |
| тип III А | Sanfilippo A — ОМIМ 25 2900 | хепаран сулфат сулфатаза,                      | хепаран сулфат         |
| тип III B | Sanfilippo B — ОМIМ 25 2920 | Н-ацетил-алфа-Д-глукозаминидаза (НАГ,          | хепаран сулфат         |
| тип III C | Sanfilippo C — ОМIМ 25 2930 | ацетил-СоA-алфа-ацетилглукозаминид трансфераза | хепаран сулфат         |
| тип III D | Sanfilippo D — ОМIМ 25 2940 | N-ацетилглукозаминид-6-сулфатаза               | хепаран сулфат         |

Као резултат различитих недостатака ензима, долази до повећаног излучивања хепаран сулфата у мокраћи у пацијената са мукополисахаридозом типа III — Санфилиповог синдрома.
Посебна варијанта или тип Санфилиповог синдрома не може се одредити само на основу клиничких карактеристика, и зато се прецизна идентификација специфичног облика Санфилиповог синдрома заснива искључиво на ензимским тестовима.

## Клиничка слика
Valstar M. J. и сар. (2010), у ретроспективној студији описали су клиничке карактеристика 92 пацијента са МПС IIIА, укључујући 32 жива и 60 умрлих појединца. Како су утврђене широке фенотипске варијабилности, пацијенти се могу поделити у 3 главне групе: тешки, средњи и атенуирани фенотип.
Они са озбиљним фенотипом постали су потпуно зависни од персоналних асистената и инвалидских колица у тинејџерским годинама, док су они са средњим фенотипом имали спорију регресију способности и могли су да живе самостално и у одраслом добу. Они са отежаном формом достигли су много веће развојне нивое и могли су да постигну одређени ново говора и ходање, и дуже живе до одраслог доба. Међу читавом групом, већина је имала нормалан развој у првој години живота, са појавом клиничких симптома у просеку од 2,5 године.
Симптоми болести укључују: кашњење у развоју, одложен развој говора и проблеме у понашању. Проблеми понашања укључивали су немир, трептање трепавице, који су се отежано смањивале с временом како је напредовало неуролошко погоршање. Остали симптоми укључују проблеме са спавањем и слухом, повремене инфекције горњих дисајних путева, дијареју и епилепсију.
Просечна старост болесника у моменту смрти износила је 18 година, најчешће због пнеумоније.

## Дијагноза
Физикални преглед
Клиничким прегледом се уочавају: велика глава са грубим цртама лица, деформације скелета и хепатоспленомегалија (увећање јетре и слезине). Ментална ретардација: IQ-48.
Сликовне методе
На рендгенском снимку скелета потврђена је дијагноза - мултипла епифизална дизостоза (Dysostosis epifisealis multiplex).
Генетика
Кариотип: 46, XY. Испитивањем ензимске активности не може це прецизно дефинисати здрав хетерозигот. Велики број мутација на различитим локусима и велика генска хетерогеност мукополисахаридоза отежава молекуларну дијагностику.
| Генетика Санфилиповог синдрома (MPS III) | Генетика Санфилиповог синдрома (MPS III) | Генетика Санфилиповог синдрома (MPS III)           | Генетика Санфилиповог синдрома (MPS III) |
| Тип MPS III тип                          | ген                                      | ензим                                              | хромозомски регион                       |
| ---------------------------------------- | ---------------------------------------- | -------------------------------------------------- | ---------------------------------------- |
| MPS-III A (Sanfilippo A)                 | SGSH                                     | хепаран сулфамидаза                                | 17q25.3                                  |
| MPS-III B (Sanfilippo B)                 | NAGLU                                    | алфа-N-ацетилглукозаминидаза                       | 17q21.2                                  |
| MPS-III C (Sanfilippo С)                 | HGSNAT                                   | ацетил-SoA-алфа-N-ацетилглукозаминид-N-трансфераза | 8p11.21                                  |
| MPS-III D (Sanfilippo D)                 | GNS                                      | N-ацетилглукозаминид-6-сулфат сулфатаза            | 12q14.3                                  |

Лабораторија
Клиничка сумња на мукополисахаридозу индиковала је метаболички скрининг из јутарње мокраће, а позитиван тест Толуидин плаво указао је на повећану екскрецију мукополисахарида.
Даљу лабораторијску дијагностику чине анализе уринарних глукозаминогликана (квантитативним или електрофоретским фракцијама) и потврда специфичног ензимског дефицита у леукоцитима периферне крви.
Дефицит хепаран сулфамидазе дефинитивно поставља дијагнозу Санфилиповог синдрома тип IIIА (МПСIII).

## Терапија
Иако постоји ензимска терапија која значајно продужава живот болеснику, она не утиче на промене у централном нервном систему.
Тренутно је у фази истраживања, терапије заснована на директном апликовању лека у мозак, који може да утиче на редукцију промена и у централном нервном систему. Међутим докази су ограничени, с обзиром да постоји јако мало рандомизираних клиничких студија и података у медицинској литератури. У поређењу с плацебом, доказано је да је лечење идурсулфазом особа са мукополисахаридозом довело до одређених побољшања хода и до смањења излучивања абнормалних мукополисахарида у мокраћи. Такође за сада није пронађен доказ доступан у литератури који би показивао да тај поступак смањује компликације болести везане уз квалитет живота и смртност.

## Прогноза
Санфилипов синдром је прогресиван поремећај са врло лошом прогнозом због тешке дегенерације централног нервног система са прогресијом до вегетативног стања.
Већина пацијената не живи дуже од 20 година, а смрт првенствено настаје као последица респираторних компликација.